# Saman Sorjaturong
Saman Sorjaturong (* 2. August 1969 in Amphoe Sai Thong Watthana, Thailand) ist ein ehemaliger thailändischer Boxer im Halbfliegengewicht. 

## Profikarriere
Im Jahre 1989 begann er erfolgreich seine Profikarriere. Am 15. Juli 1995 boxte er gegen Humberto González um die Weltmeistertitel der Verbände WBC und IBF und siegte durch K. o. Während er den IBF-Titel nur einmal verteidigte und bis zum darauffolgenden Jahr hielt, verteidigte er den Gürtel des Verbandes WBC stolze 10 Mal und verlor ihn am 17. Oktober 1999 gegen Yo-Sam Choi durch einstimmige Punktrichterentscheidung.
Im Jahre 2005 beendete er seine Karriere.